# Ferhat Öztorun
Ferhat Öztorun (sinh 8 tháng 5 năm 1987 ở Şişli, Istanbul) là một hậu vệ bóng đá Thổ Nhĩ Kỳ hiện đang thi đấu cho Konyaspor ở Süper Lig.

## Sự nghiệp câu lạc bộ
Sau nhiều năm chơi ở đội trẻ Galatasaray, Öztorun được đưa lên đội một mùa giải 2005–06. Sau Orhan Ak và Ergün Penbe, là các hậu vệ trái có kinh nghiệm, bị dính chấn thương thì Öztorun được ra mắt trong trận đấu giữa Konyaspor và Galatasaray ở Konya ngày 22 tháng 1 năm 2006. Sau màn ra mắt, anh đóng vai trò thay thế xoay vòng trong đội hình câu lạc bộ.
Öztorun được chuyển đến Vestel Manisaspor ngày 3 tháng 9 năm 2007.